# Geboren in Absurdistan
Geboren in Absurdistan ist ein österreichischer Film von Houchang Allahyari. Gedreht wurde der Film im Frühling und Sommer des Jahres 1999 in Wien, Drasenhofen und in der Türkei. Die von Epo-Film produzierte Komödie wurde vom Österreichischen Filminstitut, vom Wiener Filmfonds und durch das ORF-Film-Fernsehabkommen gefördert. Im November 1999 hatte der Film in Wien Premiere.

## Handlung
Stefan Strohmayer hat eine gehobene Position im Innenministerium und wird Vater eines Sohnes. Obwohl er dafür bezahlt hat, dass seine Frau ein Doppelzimmer für sich alleine bekommt, lässt die Ordensschwester Siglinde aus Platzmangel auch Frau Dönmez in das Zimmer legen. Als diese von ihrer türkischen Großfamilie besucht wird, regt sich Herr Strohmayer auf und wird daraufhin von Schwester Siglinde als Rassist bezeichnet. In der Aufregung greift er nach dem falschen Sohn, und der herbeigeeilte Arzt legt dann persönlich diesem Kind das Namensbändchen an. Schwester Siglinde sagt nichts über die Verwechslung und hindert auch die anderen Schwestern daran, etwas zu sagen.
Das türkische Paar hat in den Tagen nach der Geburt große Schwierigkeiten mit den Behörden und Formalitäten, da die türkische Eheurkunde in Österreich nicht gilt. Vor allem sind die beiden direkt nach der Geburt in eine neue Wohnung gezogen und haben die behördliche Anmeldefrist um zwei Tage versäumt. Sie sollen daher aus Österreich ausgewiesen werden, obwohl sie hier seit 10 Jahren leben und Herr Dönmez Arbeit hat. Als Herr Dönmez dagegen Beschwerde einlegen will, landet er ausgerechnet bei Herrn Strohmayer. Dieser ist (anders als sein Vorgesetzter, Herr Fuhrmann) prinzipiell kein Ausländerfeind und sichert Herrn Dönmez zu, dass alles in Ordnung kommen werde, vergisst aber zu sagen, dass Herr Dönmez schriftlich gegen den Bescheid berufen müsse.
Fünf Monate später sucht eine an der Verwechslung beteiligte Krankenschwester Familie Strohmayer auf, um die Verwechslung zu beichten: Schwester Siglinde hatte zwar gesagt, dass sie die beiden Kinder zurückgetauscht hat, kürzlich aber Zweifel daran aufkommen lassen. Die Strohmayers fahren daraufhin sofort zu Familie Dönmez, erfahren jedoch vom Hausmeister, dass diese abgeschoben worden sei. Kurzentschlossen fährt Stefan Strohmayer ohne vorherigen Bluttest mit seiner Frau und dem Säugling im Mercedes seines gut situierten Schwiegervaters, des Ministerialrats Hoffmann, in die Türkei, um ihren echten Sohn zu suchen.
In einem abgelegenen türkischen Dorf finden die Strohmayers schließlich die Dönmez', die sich in der alten Heimat nur schwer zurechtfinden. Es kommt zu einigen Missverständnissen (z. B. glaubt man, Frau Dönmez habe eine Affäre mit Herrn Strohmayer gehabt), aber auch zur Annäherung der beiden Familien, vor allem der beiden jungen Mütter. Schließlich erklärt sich Emre Dönmez einverstanden mit einem Bluttest. Dieser soll auf Wunsch von Herrn Strohmayer in Österreich durchgeführt werden. Herr Strohmayer arrangiert den Menschenschmuggel nach Österreich: Herr Dönmez wird von einem LKW-Fahrer mitgenommen, den Herr Strohmayer mit der Bezahlung einer Prostituierten bestochen hat; Frau Dönmez liegt mit dem Baby im Kofferraum des Mercedes. Zunächst geht alles gut, zumal Herr Strohmayer als wichtiger Beamter des Innenministeriums erkannt wird. Doch alles fliegt auf, als das Baby im Kofferraum zu weinen anfängt.
Nun hilft Ministerialrat Hoffmann, indem er die Geschichte in die Zeitung bringt und so den beiden Familien einen rührseligen Auftritt in der TV-Show "Laura" verschafft. Prompt meldet sich der Innenminister noch mitten in der Sendung und kündigt eine kulante Lösung an – wenige Wochen vor den Wahlen meint nämlich auch sein Berater, dass das bei der Bevölkerung gut ankomme.
Am Ende klärt die Ordensschwester ihre jüngere Kollegin darüber auf, dass sie die Babys selbstverständlich wieder zurückgetauscht hat, die nachfolgende Verwirrung aber ganz bewusst heraufbeschworen hat. Die beiden Väter gehen mit ihren Söhnen zu einem Testlabor, entscheiden sich aber dafür, den Test nicht durchzuführen, da sie beide Kinder gleichermaßen lieben.

## Trivia
Houchang Allahyari spielt in dem Film selbst eine kleine Rolle: Er ist ein Barbesitzer, an den sich Emre als erstes wendet, als er den Ausweisungsbescheid erhält.
Die beiden neugeborenen Söhne werden von Maximilian Pretterebner und von Anna-Katharina Pretterebner dargestellt.

## Kritiken
Geradezu vernichtend urteilte der Kurier in einer als Satire gekennzeichneten Kritik: „Eine Kindergartengruppe könnte ohne Probe und Absprache die absolut überraschungsfreien Wendungen im Chor voraussagen; die erstunkenen Zufälle haben die Penetranz unabgeholter Müllsäcke; die naive Lustigkeit ist zum Heulen. “(11. November 1999, Seite 30)
Die Kronen Zeitung notierte: „Ein berührender Film, dem es gelingt, zu zeigen, wie Liebe Menschen aus unterschiedlichen Kulturen zusammenführt.“ (11. November 1999, Seite 25)
Der Standard nannte den Film eine „mittelprächtige Komödie“, die aber „letztlich eher für den TV-Markt geeignet“ sei. (12. November 1999, Seite 21)
Das Lexikon des internationalen Films schreibt: „Misslungene Komödie über Rassismus, Borniertheit und die Frage, was Neugeborene zu Sprösslingen einer Familie macht. Die amateurhafte Inszenierung untergräbt vollends das satirische Potenzial der Geschichte.“